# Isabelle Mashola
Isabelle Mashola, née en 1962, est une femme d'affaires française spécialisée dans les technologies de l'information.
Elle est cofondatrice et dirigeante de la startup Isahit dans le domaine de l'entrepreneuriat social.

## Formation
Isabelle Mashola, née en 1962, obtient le diplôme d'ingénieur de l'EPF en 1988.

## Carrière
Elle entame sa carrière chez Electronic Data Systems (EDS) en 1988. En 1994, elle intègre Cisco, avant de rejoindre Dell en 2007. De 2009 à 2015, elle est directrice informatique Europe Middle East & Africa (EMEA) de Publicis Groupe,.
En 2016, elle se lance dans l'entrepreneuriat social en co-créant Isahit, une plateforme d'externalisation pour les grands groupes de tâches numériques pour le traitement de données,. L'objectif est de fournir des revenus complémentaires aux femmes des pays socio-économiquement fragilisés en leur confiant des micro-tâches digitales que ce soit dans le domaine de l'intelligence artificielle ou de la validation des données ainsi que des formations digitales. L'ambition est, d'ici 3 ans d'offrir à plus de 10 000 femmes dans le monde l'opportunité de travailler et de se former au métier du digital grâce à la plateforme online,.

### Distinctions
Isabelle Mashola a été sélectionnée parmi les « 40 femmes les plus influentes du business to business » par la conférence B2BRocks[pertinence contestée]. 
En 2018, elle remporte le « Business O Féminin Award », prix qui récompense des femmes startuppeuses.

### Critiques
L'émission Cash investigation du 10 avril 2025,fait apparaitre que les femmes employées par Isahit doivent travailler à leur domicile,  posséder leur propre ordinateur, payer leur connexion internet, pour une prestation rémunérée environ 50 € par mois, alors qu'elle est facturée au client de la société entre 7,50 et 12€ de l'heure. La séquence met en évidence des conditions d'emploi et de rémunération des employés d'Isahit moins favorables que celles offertes par plupart de ses concurrents. 